# جوایز باشگاهی فوتبال یوفا
جوایز باشگاهی فوتبال یوفا (انگلیسی: UEFA Club Football Awards) در راستای به رسمیت شناختن بهترین بازیکن رقابت‌های اروپایی در هر سال است. یوفا جوایز متعددی را به برجسته‌ترین بازیکنان فصل فوتبال اروپا اهدا می‌کند. این جوایز در ماه اوت در موناکو ارائه می‌شود. قبلاً این مراسم با سوپرجام اروپا همخوانی داشت اما از آنجایی که سوپرجام به اوایل ماه اوت در سال ۲۰۱۴ منتقل شد، مراسم جایزه یوفا با قرعه‌کشی گروهی لیگ قهرمانان اروپا ترکیب شده‌است.
بازیکنان باشگاه فوتبال اینتر میلان تمامی جوایز فصل ۱۰–۲۰۰۹ را به خود اختصاص دادند و از این نظر تنها تیمی بودند که به این مهم دست یافتند.
در فصل ۱۱–۲۰۱۰، جایزه بهترین بازیکن مرد سال یوفا جایگزین جایزهٔ بهترین بازیکن باشگاهی سال یوفا شد.

## بهترین دروازه‌بان
از سال ۲۰۰۹–۱۹۹۸ عنوان بهترین دروازه‌بان اروپا را به همان دروازه‌بان‌هایی که این جایزه را به دست آوردند، اهدا شد.

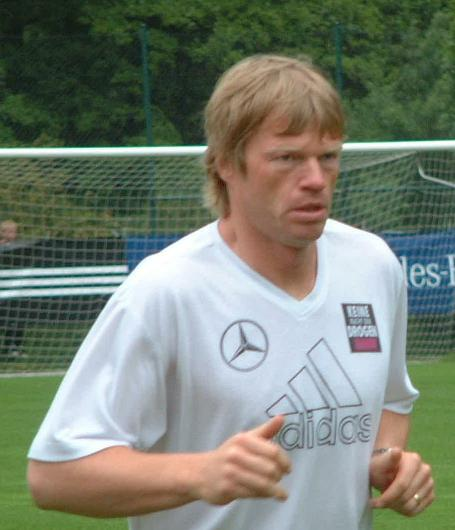
الیور کان کسی که ۴ بار متوالی فاتح این عنوان شد به همراه بایرن مونیخ.

*پررنگ نشان دهندهٔ بازیکنی است که بازیکن سال یوفا و بهترین بازیکن اروپا را در یک سال به دست آورده‌است.
| ۱۹۹۷–۹۸   | پیتر اشمایکل    | منچستر یونایتد |           |           |
| ۱۹۹۸–۹۹   | الیور کان       | بایرن مونیخ    |           |           |
| ۲۰۰۰–۱۹۹۹ | الیور کان       | بایرن مونیخ    |           |           |
| ۰۱–۲۰۰۰   | الیور کان       | بایرن مونیخ    |           |           |
| ۰۲–۲۰۰۱   | الیور کان       | بایرن مونیخ    |           |           |
| ۰۳–۲۰۰۲   | جانلوئیجی بوفون | یوونتوس        |           |           |
| ۰۴–۲۰۰۳   | ویتور بایا      | پورتو          |           |           |
| ۰۵–۲۰۰۴   | پیتر چک         | چلسی           |           |           |
| ۰۶–۲۰۰۵   | ینس لمان        | آرسنال         |           |           |
| ۰۷–۲۰۰۶   | پیتر چک         | چلسی           |           |           |
| ۰۸–۲۰۰۷   | پیتر چک         | چلسی           |           |           |
| ۰۹–۲۰۰۸   | ادوین فن در سار | منچستر یونایتد |           |           |
| ۱۰–۲۰۰۹   | ژولیو سزار      | اینتر میلان    |           |           |
| ۱۶–۲۰۱۰   | اهدا نشد.       | اهدا نشد.      | اهدا نشد. | اهدا نشد. |
| ۱۷–۲۰۱۶   | جانلوئیجی بوفون | یوونتوس        |           |           |
| ۱۸–۲۰۱۷   | کیلور ناواس     | رئال مادرید    |           |           |
| ۱۹–۲۰۱۸   | الیسون بکر      | لیورپول        |           |           |

### بر پایه کشور
| کشور      | بازیکن | تعداد برنده شدن |
| --------- | ------ | --------------- |
| آلمان     | ۲      | ۵               |
| جمهوری چک | ۱      | ۳               |
| برزیل     | ۲      | ۲               |
| ایتالیا   | ۱      | ۲               |
| دانمارک   | ۱      | ۱               |
| پرتغال    | ۱      | ۱               |
| هلند      | ۱      | ۱               |
| کاستاریکا | ۱      | ۱               |

### بر پایه باشگاه
| باشگاه         | بازیکن | تعداد برنده شدن |
| -------------- | ------ | --------------- |
| بایرن مونیخ    | ۱      | ۴               |
| چلسی           | ۱      | ۳               |
| منچستر یونایتد | ۲      | ۲               |
| یوونتوس        | ۱      | ۲               |
| پورتو          | ۱      | ۱               |
| اینتر میلان    | ۱      | ۱               |
| آرسنال         | ۱      | ۱               |
| رئال مادرید    | ۱      | ۱               |
| لیورپول        | ۱      | ۱               |

## بهترین مدافع

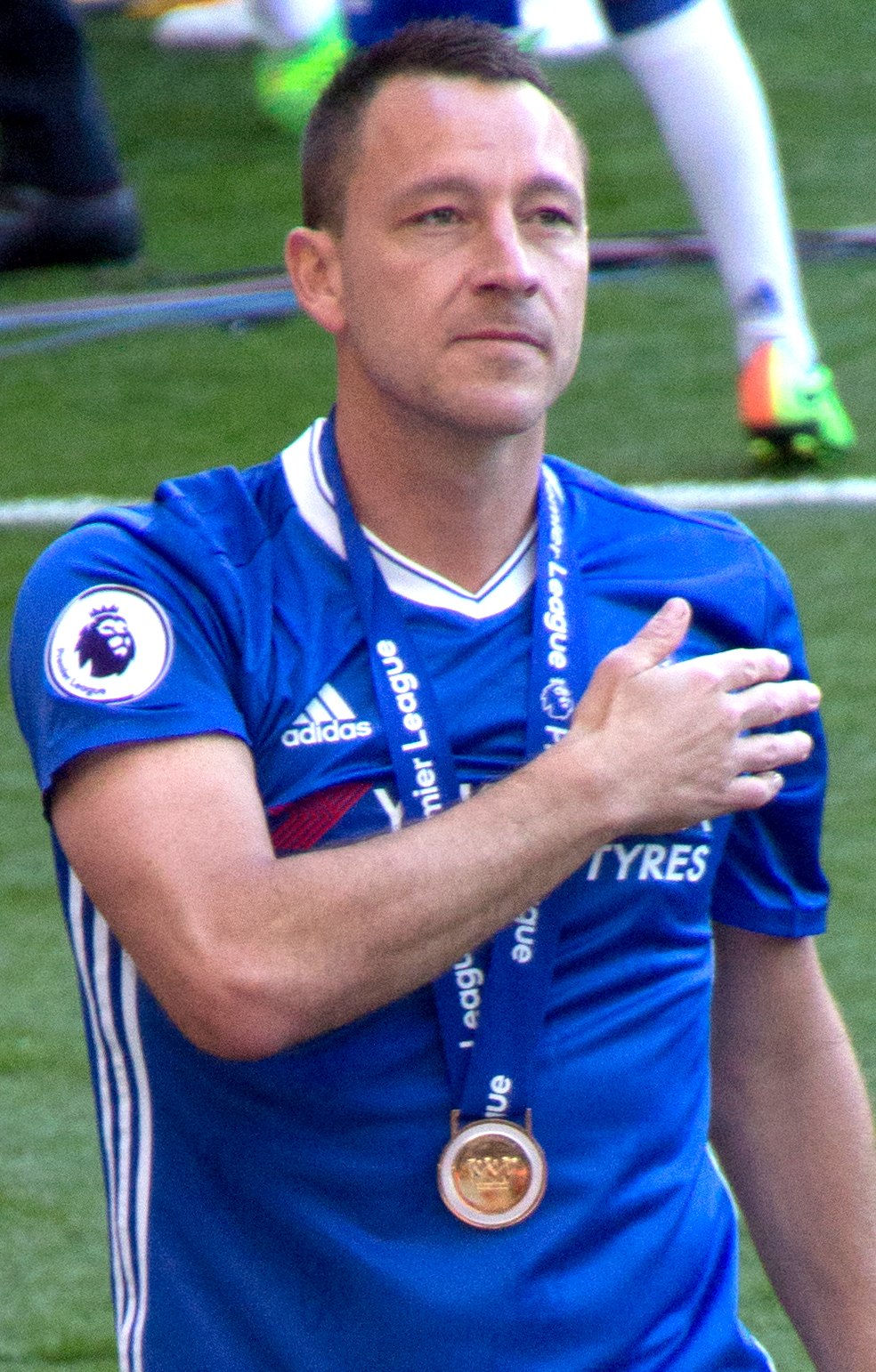
جان تری تنها مدافعی که ۳ بار فاتح این عنوان شد به همراه چلسی.

*پررنگ نشان دهندهٔ بازیکنی است که بازیکن سال یوفا و بهترین بازیکن اروپا را در یک سال به دست آورده‌است.
| فصل       |           | بازیکن           |           | باشگاه         |
| --------- | --------- | ---------------- | --------- | -------------- |
| ۱۹۹۷–۹۸   | اسپانیا   | فرناندو ئیه‌رو    | اسپانیا   | رئال مادرید    |
| ۱۹۹۸–۹۹   | هلند      | یاپ استام        | انگلستان  | منچستر یونایتد |
| ۲۰۰۰–۱۹۹۹ | هلند      | یاپ استام        | انگلستان  | منچستر یونایتد |
| ۰۱–۲۰۰۰   | آرژانتین  | روبرتو آیالا     | اسپانیا   | والنسیا        |
| ۰۲–۲۰۰۱   | برزیل     | روبرتو کارلوس    | اسپانیا   | رئال مادرید    |
| ۰۳–۲۰۰۲   | برزیل     | روبرتو کارلوس    | اسپانیا   | رئال مادرید    |
| ۰۴–۲۰۰۳   | پرتغال    | ریکاردو کاروالیو | پرتغال    | پورتو          |
| ۰۵–۲۰۰۴   | انگلستان  | جان تری          | انگلستان  | چلسی           |
| ۰۶–۲۰۰۵   | اسپانیا   | کارلس پویول      | اسپانیا   | بارسلونا       |
| ۰۷–۲۰۰۶   | ایتالیا   | پائولو مالدینی   | ایتالیا   | آ.ث. میلان     |
| ۰۸–۲۰۰۷   | انگلستان  | جان تری          | انگلستان  | چلسی           |
| ۰۹–۲۰۰۸   | انگلستان  | جان تری          | انگلستان  | چلسی           |
| ۱۰–۲۰۰۹   | برزیل     | مایکون           | ایتالیا   | اینتر میلان    |
| ۱۶–۲۰۱۰   | اهدا نشد. | اهدا نشد.        | اهدا نشد. | اهدا نشد.      |
| ۱۷–۲۰۱۶   | اسپانیا   | سرخیو راموس      | اسپانیا   | رئال مادرید    |
| ۱۸–۲۰۱۷   | اسپانیا   | سرخیو راموس      | اسپانیا   | رئال مادرید    |
| ۱۹–۲۰۱۸   | هلند      | ویرجیل فن دایک   | انگلستان  | لیورپول        |

### بر پایه کشور
| کشور     | بازیکن | تعداد برنده شدن |
| -------- | ------ | --------------- |
| اسپانیا  | ۳      | ۴               |
| برزیل    | ۲      | ۳               |
| هلند     | ۲      | ۳               |
| انگلستان | ۱      | ۳               |
| آرژانتین | ۱      | ۱               |
| ایتالیا  | ۱      | ۱               |
| پرتغال   | ۱      | ۱               |

### بر پایه باشگاه
| باشگاه         | بازیکن | تعداد برنده شدن |
| -------------- | ------ | --------------- |
| رئال مادرید    | ۳      | ۵               |
| چلسی           | ۱      | ۳               |
| منچستر یونایتد | ۱      | ۲               |
| بارسلونا       | ۱      | ۱               |
| آ.ث. میلان     | ۱      | ۱               |
| اینتر میلان    | ۱      | ۱               |
| پورتو          | ۱      | ۱               |
| والنسیا        | ۱      | ۱               |
| لیورپول        | ۱      | ۱               |

## بهترین هافبک

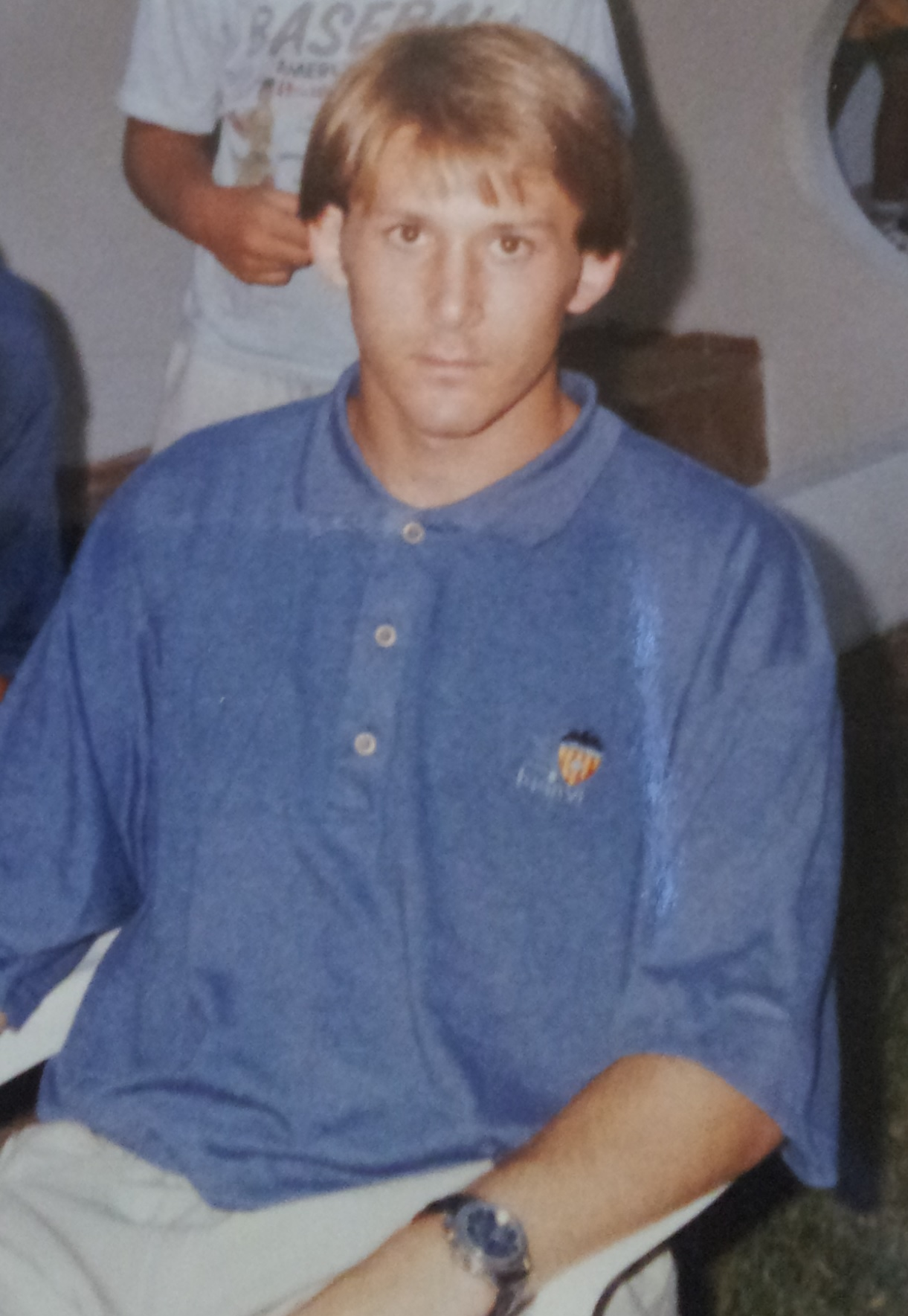
گایزکا مندیتا کسی که ۲ بار متوالی فاتح این عنوان شد به همراه باشگاه فوتبال والنسیا.

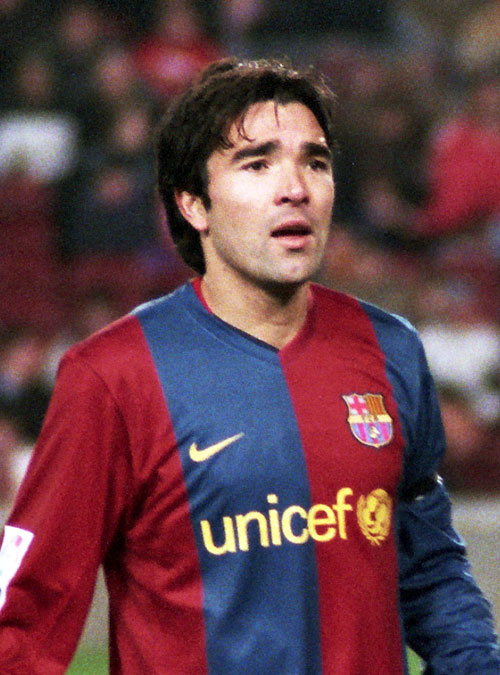
دکو کسی که با ۲ باشگاه مختلف فاتح این عنوان شد به همراه پورتو و بارسلونا.

*پررنگ نشان دهندهٔ بازیکنی است که بازیکن سال یوفا و بهترین بازیکن اروپا را در یک سال به دست آورده‌است.
| فصل       |           | بازیکن         |           | باشگاه         |
| --------- | --------- | -------------- | --------- | -------------- |
| ۱۹۹۷–۹۸   | فرانسه    | زین‌الدین زیدان | ایتالیا   | یوونتوس        |
| ۱۹۹۸–۹۹   | انگلستان  | دیوید بکام     | انگلستان  | منچستر یونایتد |
| ۲۰۰۰–۱۹۹۹ | اسپانیا   | گایزکا مندیتا  | اسپانیا   | والنسیا        |
| ۰۱–۲۰۰۰   | اسپانیا   | گایزکا مندیتا  | اسپانیا   | والنسیا        |
| ۰۲–۲۰۰۱   | آلمان     | میشائل بالاک   | آلمان     | بایر لورکوزن   |
| ۰۳–۲۰۰۲   | جمهوری چک | پاول ندود      | ایتالیا   | یوونتوس        |
| ۰۴–۲۰۰۳   | پرتغال    | دکو            | پرتغال    | پورتو          |
| ۰۵–۲۰۰۴   | برزیل     | کاکا           | ایتالیا   | آ.ث. میلان     |
| ۰۶–۲۰۰۵   | پرتغال    | دکو            | اسپانیا   | بارسلونا       |
| ۰۷–۲۰۰۶   | هلند      | کلارنس سیدورف  | ایتالیا   | آ.ث. میلان     |
| ۰۸–۲۰۰۷   | انگلستان  | فرانک لمپارد   | انگلستان  | چلسی           |
| ۰۹–۲۰۰۸   | اسپانیا   | ژاوی           | اسپانیا   | بارسلونا       |
| ۱۰–۲۰۰۹   | هلند      | وسلی اسنایدر   | ایتالیا   | اینتر میلان    |
| ۱۶–۲۰۱۰   | اهدا نشد. | اهدا نشد.      | اهدا نشد. | اهدا نشد.      |
| ۱۷–۲۰۱۶   | کرواسی    | لوکا مودریچ    | اسپانیا   | رئال مادرید    |
| ۱۸–۲۰۱۷   | کرواسی    | لوکا مودریچ    | اسپانیا   | رئال مادرید    |
| ۱۹–۲۰۱۸   | هلند      | فرنکی دی یونگ  | هلند      | آژاکس          |

### بر پایه کشور
| کشور      | بازیکن | تعداد برنده شدن |
| --------- | ------ | --------------- |
| هلند      | ۳      | ۳               |
| اسپانیا   | ۲      | ۳               |
| انگلستان  | ۲      | ۲               |
| پرتغال    | ۱      | ۲               |
| کرواسی    | ۱      | ۲               |
| برزیل     | ۱      | ۱               |
| فرانسه    | ۱      | ۱               |
| آلمان     | ۱      | ۱               |
| جمهوری چک | ۱      | ۱               |

### بر پایه باشگاه
| باشگاه         | بازیکن | تعداد برنده شدن |
| -------------- | ------ | --------------- |
| بارسلونا       | ۲      | ۲               |
| آ.ث. میلان     | ۲      | ۲               |
| یوونتوس        | ۲      | ۲               |
| والنسیا        | ۱      | ۲               |
| رئال مادرید    | ۱      | ۲               |
| اینتر میلان    | ۱      | ۱               |
| چلسی           | ۱      | ۱               |
| منچستر یونایتد | ۱      | ۱               |
| بایر لورکوزن   | ۱      | ۱               |
| پورتو          | ۱      | ۱               |
| آژاکس          | ۱      | ۱               |

## بهترین مهاجم

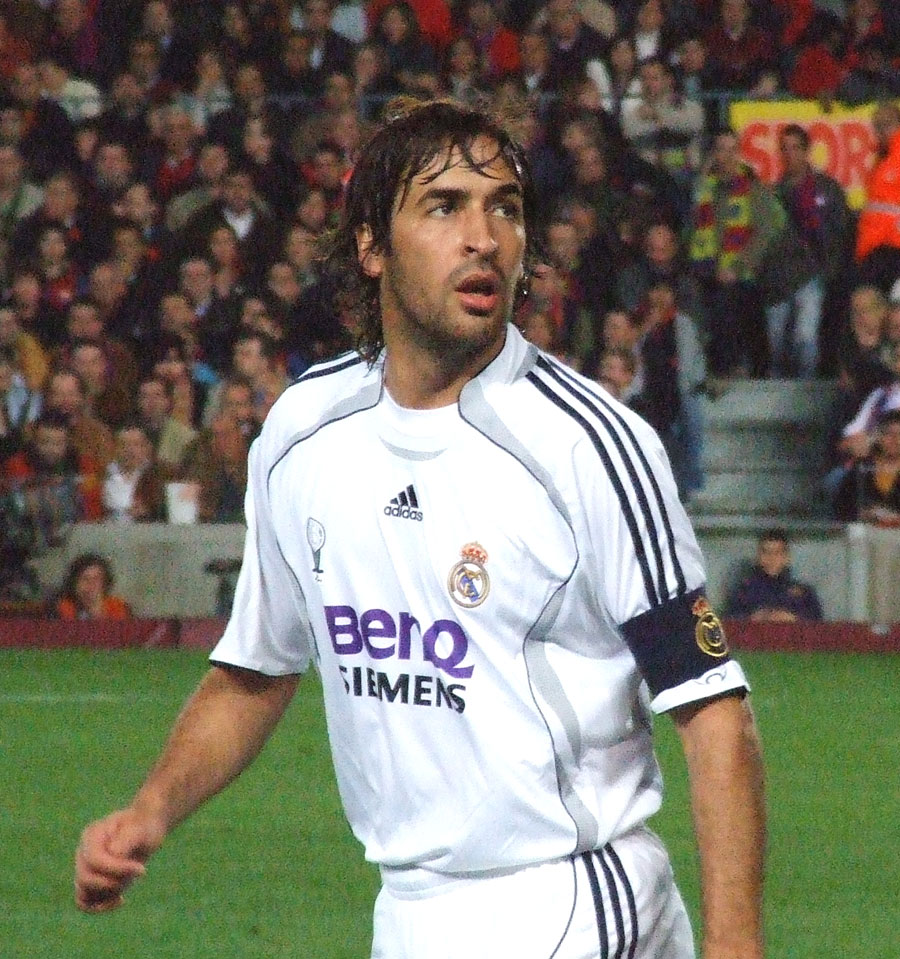
رائول یکی از تنها دو بازیکنی است که این جایزه را سه بار به دست آورده‌است همگی با رئال مادرید.

*پررنگ نشان دهندهٔ بازیکنی است که بازیکن سال یوفا و بهترین بازیکن اروپا را در یک سال به دست آورده‌است.
| فصل       |           | بازیکن            |           | باشگاه         |
| --------- | --------- | ----------------- | --------- | -------------- |
| ۱۹۹۷–۹۸   | برزیل     | رونالدو           | ایتالیا   | اینتر میلان    |
| ۱۹۹۸–۹۹   | اوکراین   | آندری شوچنکو      | اوکراین   | دینامو کیف     |
| ۲۰۰۰–۱۹۹۹ | اسپانیا   | رائول             | اسپانیا   | رئال مادرید    |
| ۰۱–۲۰۰۰   | اسپانیا   | رائول             | اسپانیا   | رئال مادرید    |
| ۰۲–۲۰۰۱   | اسپانیا   | رائول             | اسپانیا   | رئال مادرید    |
| ۰۳–۲۰۰۲   | هلند      | رود فن نیستلروی   | انگلستان  | منچستر یونایتد |
| ۰۴–۲۰۰۳   | اسپانیا   | فرناندو مورینتس   | فرانسه    | موناکو         |
| ۰۵–۲۰۰۴   | برزیل     | رونالدینیو        | اسپانیا   | بارسلونا       |
| ۰۶–۲۰۰۵   | کامرون    | ساموئل اتوئو      | اسپانیا   | بارسلونا       |
| ۰۷–۲۰۰۶   | برزیل     | کاکا              | ایتالیا   | آ.ث. میلان     |
| ۰۸–۲۰۰۷   | پرتغال    | کریستیانو رونالدو | انگلستان  | منچستر یونایتد |
| ۰۹–۲۰۰۸   | آرژانتین  | لیونل مسی         | اسپانیا   | بارسلونا       |
| ۱۰–۲۰۰۹   | آرژانتین  | دیگو میلیتو       | ایتالیا   | اینتر میلان    |
| ۱۶–۲۰۱۰   | اهدا نشد. | اهدا نشد.         | اهدا نشد. | اهدا نشد.      |
| ۱۷–۲۰۱۶   | پرتغال    | کریستیانو رونالدو | اسپانیا   | رئال مادرید    |
| ۱۸–۲۰۱۷   | پرتغال    | کریستیانو رونالدو | اسپانیا   | رئال مادرید    |
| ۱۹–۲۰۱۸   | آرژانتین  | لیونل مسی         | اسپانیا   | بارسلونا       |

### بر پایه کشور
| کشور     | بازیکن | تعداد برنده شدن |
| -------- | ------ | --------------- |
| اسپانیا  | ۲      | ۴               |
| برزیل    | ۳      | ۳               |
| آرژانتین | ۲      | ۳               |
| پرتغال   | ۱      | ۳               |
| کامرون   | ۱      | ۱               |
| هلند     | ۱      | ۱               |
| اوکراین  | ۱      | ۱               |

### بر پایه باشگاه
| باشگاه         | بازیکن | تعداد برنده شدن |
| -------------- | ------ | --------------- |
| رئال مادرید    | ۲      | ۵               |
| بارسلونا       | ۳      | ۴               |
| منچستر یونایتد | ۲      | ۲               |
| اینتر میلان    | ۲      | ۲               |
| آ.ث. میلان     | ۱      | ۱               |
| دینامو کیف     | ۱      | ۱               |
| موناکو         | ۱      | ۱               |

## سرمربی (سرمربیان) برتر سال
| سال       |                  | سرمربی                     |                   | باشگاه            |
| --------- | ---------------- | -------------------------- | ----------------- | ----------------- |
| ۱۹۹۷–۹۸*  | ایتالیا          | مارچلو لیپی                | ایتالیا           | یوونتوس           |
| ۱۹۹۸–۹۹   | اسکاتلند         | الکس فرگوسن                | انگلستان          | منچستر یونایتد    |
| ۲۰۰۰–۱۹۹۹ | آرژانتین         | هکتور کوپر                 | اسپانیا           | والنسیا           |
| ۰۱–۲۰۰۰   | آلمان            | اوتمار هیتسفلد             | آلمان             | بایرن مونیخ       |
| ۰۲–۲۰۰۱   | اسپانیا          | ویسنته دل بوسکه            | اسپانیا           | رئال مادرید       |
| ۰۳–۲۰۰۲   | ایتالیا · پرتغال | کارلو آنچلوتی ژوزه مورینیو | ایتالیا · پرتغال  | آ.ث. میلان پورتو  |
| ۰۴–۲۰۰۳   | پرتغال · اسپانیا | ژوزه مورینیو رافائل بنیتز  | پرتغال · اسپانیا  | پورتو والنسیا     |
| ۰۵–۲۰۰۴   | اسپانیا · روسیه  | رافائل بنیتز والری گازائف  | انگلستان · روسیه  | لیورپول زسکا مسکو |
| ۰۶–۲۰۰۵*  | هلند · اسپانیا   | فرانک ریکارد خوانده راموس  | اسپانیا · اسپانیا | بارسلونا سویا     |

*یوفا از فصل ۰۶–۲۰۰۵ به بعد اهدای جایزه مربی برتر سال را متوقف کرد.

### بر پایه کشور
| کشور     | بازیکن | تعداد برنده شدن |
| -------- | ------ | --------------- |
| اسپانیا  | ۳      | ۴               |
| ایتالیا  | ۲      | ۲               |
| پرتغال   | ۱      | ۲               |
| اسکاتلند | ۱      | ۱               |
| آرژانتین | ۱      | ۱               |
| آلمان    | ۱      | ۱               |
| روسیه    | ۱      | ۱               |
| هلند     | ۱      | ۱               |

### بر پایه باشگاه
| باشگاه         | بازیکن | تعداد برنده شدن |
| -------------- | ------ | --------------- |
| والنسیا        | ۲      | ۲               |
| پورتو          | ۱      | ۲               |
| رئال مادرید    | ۱      | ۱               |
| بارسلونا       | ۱      | ۱               |
| سویا           | ۱      | ۱               |
| منچستر یونایتد | ۱      | ۱               |
| لیورپول        | ۱      | ۱               |
| بایرن مونیخ    | ۱      | ۱               |
| یوونتوس        | ۱      | ۱               |
| آ.ث. میلان     | ۱      | ۱               |
| زسکا مسکو      | ۱      | ۱               |

## بهترین گل فصل

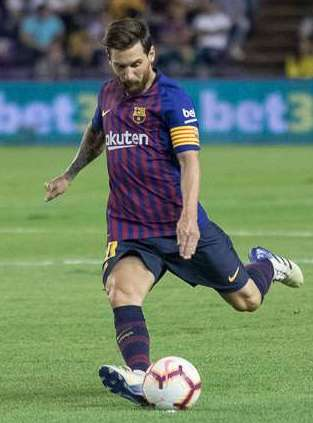
لیونل مسی بیش از هر بازیکن دیگری (چهار بار) این جایزه را به دست آورده‌است.

| فصل     | بازیکن            | باشگاه       |
| ------- | ----------------- | ------------ |
| ۱۵–۲۰۱۴ | لیونل مسی         | بارسلونا     |
| ۱۶–۲۰۱۵ | لیونل مسی         | بارسلونا     |
| ۱۷–۲۰۱۶ | ماریو مانجوکیچ    | یوونتوس      |
| ۱۸–۲۰۱۷ | کریستیانو رونالدو | رئال مادرید  |
| ۱۹–۲۰۱۸ | لیونل مسی         | بارسلونا     |
| ۲۰–۲۰۱۹ | جایزه اهدا نشد.   |              |
| ۲۱–۲۰۲۰ | مهدی طارمی        | پورتو        |
| ۲۲–۲۰۲۱ | تیاگو آلکانتارا   | لیورپول      |
| ۲۳–۲۰۲۲ | لیونل مسی         | پاری سن-ژرمن |

### بر پایه کشور
| کشور     | بازیکن | تعداد برنده شدن |
| -------- | ------ | --------------- |
| آرژانتین | ۱      | ۴               |
| ایران    | ۱      | ۱               |
| کرواسی   | ۱      | ۱               |
| پرتغال   | ۱      | ۱               |

### بر پایه باشگاه
| باشگاه      | بازیکن | تعداد برنده شدن |
| ----------- | ------ | --------------- |
| بارسلونا    | ۱      | ۳               |
| پورتو       | ۱      | ۱               |
| یوونتوس     | ۱      | ۱               |
| رئال مادرید | ۱      | ۱               |